# Herbert Daniel (Künstler)

Herbert Daniel (1998)

Herbert Daniel (* 30. August 1927 in Essen-Burgaltendorf; † 13. Mai 2014 in Gelsenkirchen-Buer) war ein deutscher Maler, Zeichner und Karikaturist, der vor allem für seine Aquarellmalerei und Karikaturen bekannt war. Er lebte und wirkte ab den 1970er-Jahren in Gelsenkirchen. Dort war er Mitglied der Künstlerkolonie Halfmannshof und prägte als Karikaturist der Westdeutschen Allgemeinen Zeitung (WAZ) über Jahrzehnte das kulturelle Leben im Ruhrgebiet mit.

## Leben
Herbert Daniel wurde 1927 im Essener Stadtteil Burgaltendorf geboren. Nach dem Schulbesuch absolvierte er zunächst eine Lehre als Fotoretuscheur. Von 1951 bis 1955 studierte er Gestaltungslehre an der Folkwangschule für Gestaltung in Essen bei Max Burchartz. Anschließend setzte er bis 1958 sein Studium in Freier Grafik fort, u. a. bei Hermann Schardt (Illustration) und Josef Urbach (Akt und Porträt), und schloss als Diplom-Designer ab. Nach dem Studienabschluss war Daniel von 1959 bis 1963 als Layouter in der Werbeabteilung der Klöckner-Werke in Duisburg tätig.
Ab 1964 arbeitete er freischaffend als Grafiker und Künstler. Anfang der 1970er-Jahre erhielt er ein Angebot für eine Professur in Trier, entschied sich jedoch stattdessen für das Ruhrgebiet: 1973 zog er in die Gelsenkirchener Künstlersiedlung Halfmannshof, wo ihm Haus und Atelier zur Verfügung gestellt wurden. Dort lebte und arbeitete er 37 Jahre lang, bis er die Siedlung 2010 aus gesundheitlichen Gründen verließ.
Seit den 1970er-Jahren war Daniel parallel zu seiner künstlerischen Tätigkeit auch als Kunstpädagoge aktiv. Ab 1972 zeichnete er regelmäßig Karikaturen für die WAZ.
Von 1973 bis 1992 unterrichtete er zudem als Fachlehrer für Grafik an der Gewerblichen Schule Essen-Ost. In den 1980er-Jahren übernahm er Lehraufträge an der Gesamthochschule Essen. Anschließend war er von 1991 bis 2005 Dozent an der Institut für Bildende Kunst und Kunsttherapie (IBKK) in Bochum-Wattenscheid, wo er Kurse in Aktzeichnen und Porträtmalerei leitete.
Herbert Daniel zog 2010 innerhalb Gelsenkirchens nach Buer und blieb dort bis zu seinem Lebensende wohnhaft. Am 13. Mai 2014 verstarb er im Alter von 86 Jahren in Gelsenkirchen-Buer.

## Werk
Daniel beherrschte eine Vielzahl bildkünstlerischer Techniken – von Zeichnung und Druckgrafik bis zur Aquarell- und Ölmalerei.
Sein malerisches Werk umfasste vor allem Aquarelle, die häufig durch Eindrücke von Reisen und fremden Städten inspiriert waren. So widmete er sich in expressiv-poetischer Manier immer wieder Motiven aus Paris oder Nordafrika; flirrende Uferlandschaften und schemenhaft angedeutete Stadtsilhouetten im Hintergrund sind typische Elemente seiner Gemälde. Auch klassische Sujets wie Porträt und Akt gehörten zu seinem Repertoire. Einige seiner späten Aktzeichnungen hielt er mit wenigen, sicheren Strichen fest, die dennoch große Ausdruckskraft bewiesen.

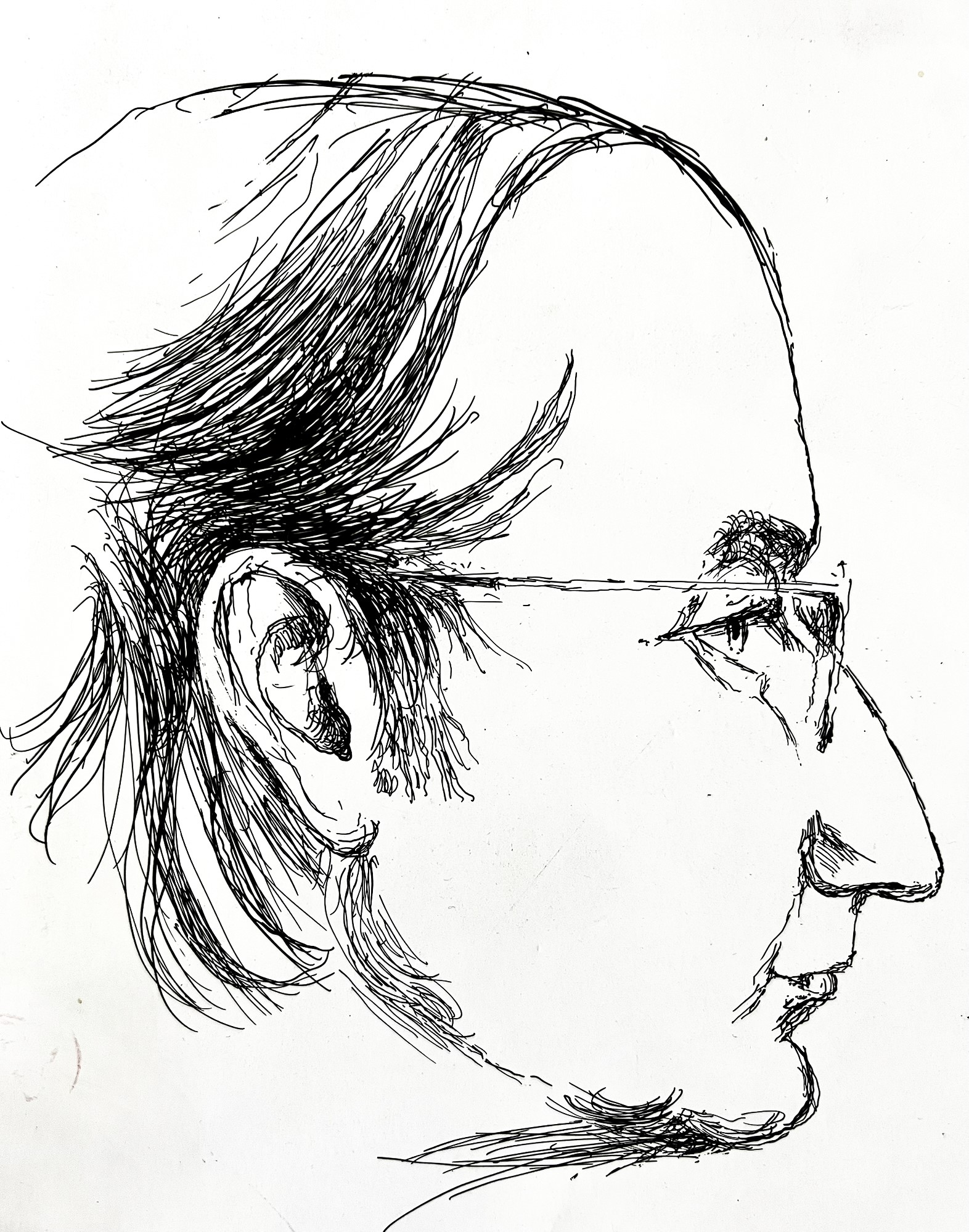
Selbstportrait Herbert Daniel, Tusche auf Papier, ca. 1998

Einen zentralen Platz in Daniels Schaffen nahmen zudem seine Karikaturen ein. Über viele Jahre hinweg hielt er für die WAZ das Zeitgeschehen – insbesondere lokale Begebenheiten – in gezeichneten Karikaturen fest.
Sein Zeichenstil war dabei von feinem, ironischem Strich und humorvollem, liebevollem Sarkasmus geprägt. Eine Auswahl dieser Zeitungszeichnungen veröffentlichte er 1992 in dem Sammelband Hits der Wochen 1987–1991, der Karikaturen aus den WAZ-Jahrgängen 1987 bis 1991 enthält.
Daniels Wirken beschränkte sich nicht auf die freie Kunst. 1983 wurde er für seine Leistungen im Grafik-Design mit einer Auszeichnung für Industrieverpackungsgestaltung geehrt.
Darüber hinaus schuf er mehrere Bücher mit eigenen Illustrationen. 1987 gab er eine bibliophile Edition Schönheit und Ästhetik heraus. 2010 publizierte er das Märchenbuch Komisch; Traurig; Fröhlich; Poetisch: Ein Vogelmärchen über die Familie Raab, in dem er mit humorvollen Zeichnungen die Geschichte einer Rabenfamilie erzählte. Zudem lieferte Daniel im Laufe seiner Karriere Illustrationen für zahlreiche weitere Bücher und Zeitschriften.

## Rezeption
Herbert Daniel gilt als Künstlerpersönlichkeit der Stadt Gelsenkirchen. Die Westdeutsche Allgemeine Zeitung zählte ihn zu den „kreativsten Köpfen“ der Stadt. Über 37 Jahre wirkte er in der Künstlerkolonie Halfmannshof und setzte dort wie auch in ganz Gelsenkirchen mit seinen Ausstellungen und Aktivitäten „zahllose Zeichen“. Noch im Frühjahr 2013 gab eine große Werkschau mit dem Titel Farbspuren und -klänge aus seinem Leben in Gelsenkirchen einen umfassenden Einblick in Daniels Œuvre und dokumentierte mit Porträts, Landschaftsimpressionen und Aktstudien die große Bandbreite seines Schaffens.
Insbesondere seine Karikaturen in der Tagespresse fanden beim Publikum breite Resonanz. Mehrere von Daniels Schülern aus seiner Lehrtätigkeit wurden selbst künstlerisch aktiv oder stellten gemeinsam mit ihm aus, was seinen Einfluss als Mentor unterstreicht. Bis ins hohe Alter blieb er kreativ: Noch kurz vor seinem Tod präsentierte er neue Werke der Öffentlichkeit.